# Bärbroich
Bärbroich ist ein Stadtteil von Bergisch Gladbach und gehört unter Nr. 43 zum Statistik-Bezirk 4 der Stadt.

## Geschichte
Im Urkataster gibt es lediglich eine Straße „von Herkenrath nach Broich“. Der Ort Bärbroich ist im Urkataster noch nicht enthalten. Er entstand vermutlich erst in der zweiten Hälfte des 19. Jahrhunderts und bildete sich aus den Weilern Dresherscheid, Ottoherscheid, Wüstenherscheid, Oberselbach und Kotzfeld. In der Umgebung von Bärbroich waren seit der Mitte des 19. Jahrhunderts mehrere Bergwerke in Betrieb.
Obwohl Bärbroich dem Gemeindeverband der Pfarre Herkenrath angehörte, besaß der Ortsteil schon 1925/26 eine erste Kirche. Ein 1910 gegründeter Kirchbauverein förderte das Kirchbauprojekt finanziell und organisatorisch. Zum Bau der Kirche verwendete man zum Teil unentgeltlich erhaltenes Baumaterial von der stillgelegten Grube Berzelius und der Grube Weiß aus dem benachbarten Bensberger Erzrevier. 1967 führten erhebliche Baumängel zum Abriss dieser Kirche.
Der Nachfolgebau, die katholische Kirche St. Maria Empfängnis, ist eine Filialkirche der Bergisch Gladbacher Pfarrei St. Josef und St. Antonius. Sie wurde 1969 bis 1970 nach Plänen des Kölner Architekten Ernst Isenlar erbaut. Die Fenster gestaltete der Glaskünstler Hans Lünenborg. Am 12. April 2008 wurde innerhalb der Abendmesse die Orgel nach Umbau und erheblicher Erweiterung erneut eingesegnet.

## Kulturelle Einrichtungen
- Bauernhaus-Museum Oberkülheim

## Infrastruktur
Im nahen Moitzfeld erreicht man die A 4. Die S-Bahn S11 ist in Bergisch Gladbach Stadtmitte gut erreichbar. In Bensberg besteht die Anbindung mit der Straßenbahn der Linie 1 nach Köln. Der Verkehrsverbund Rhein-Sieg bietet mit der 453 Fahrten innerhalb des Stadtgebiets an.

## Bevölkerung
Nach der Einwohnerkartei verfügte Bärbroich am 30. Juni 2017 über insgesamt 1.288 Einwohner (davon 60 Ausländer). Die Altersgruppe über 65 Jahre war mit 322 Einwohnern (davon 10 Ausländer) stärker als die Altersgruppe unter 18 Jahre mit 211 Einwohnern (davon 6 Ausländer).